# Jean François Paul Emile d'Oultremont

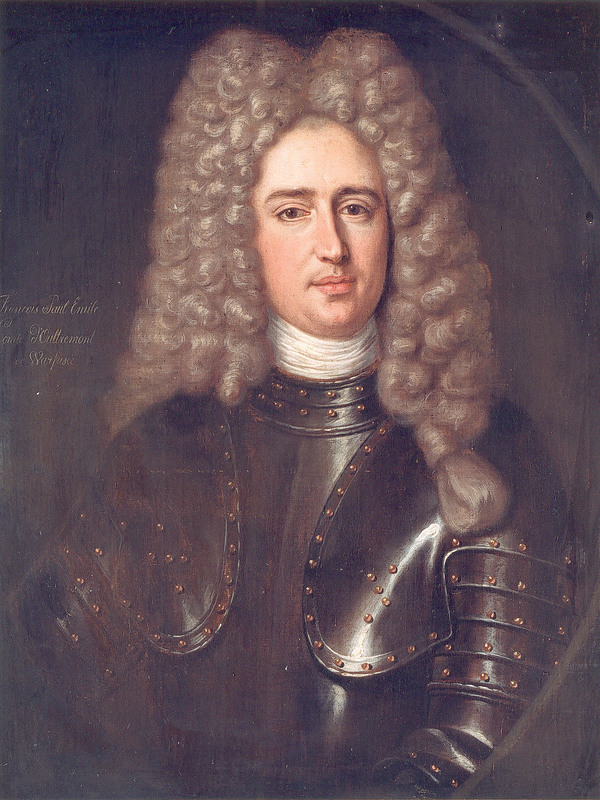

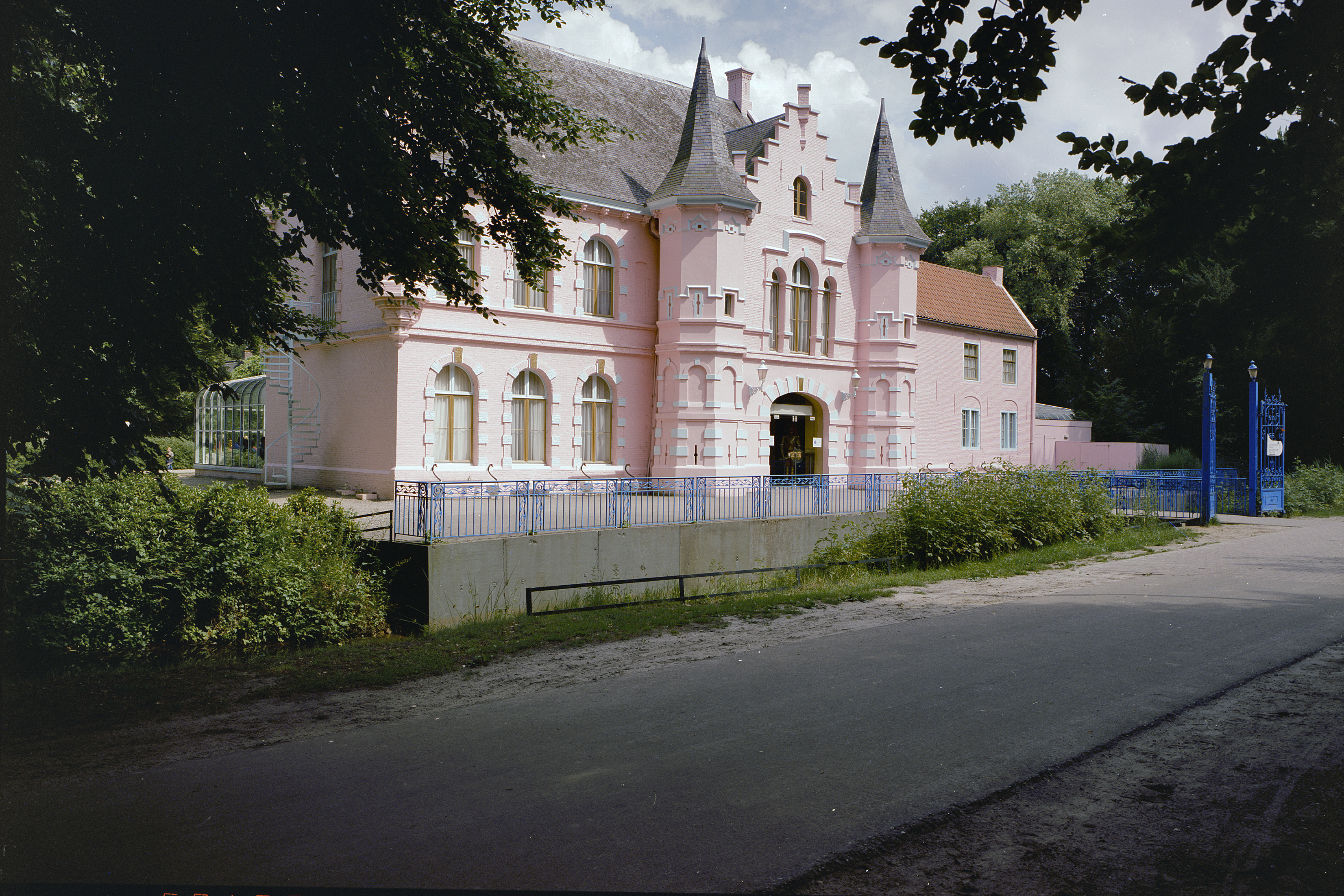
Kasteel Oultremont

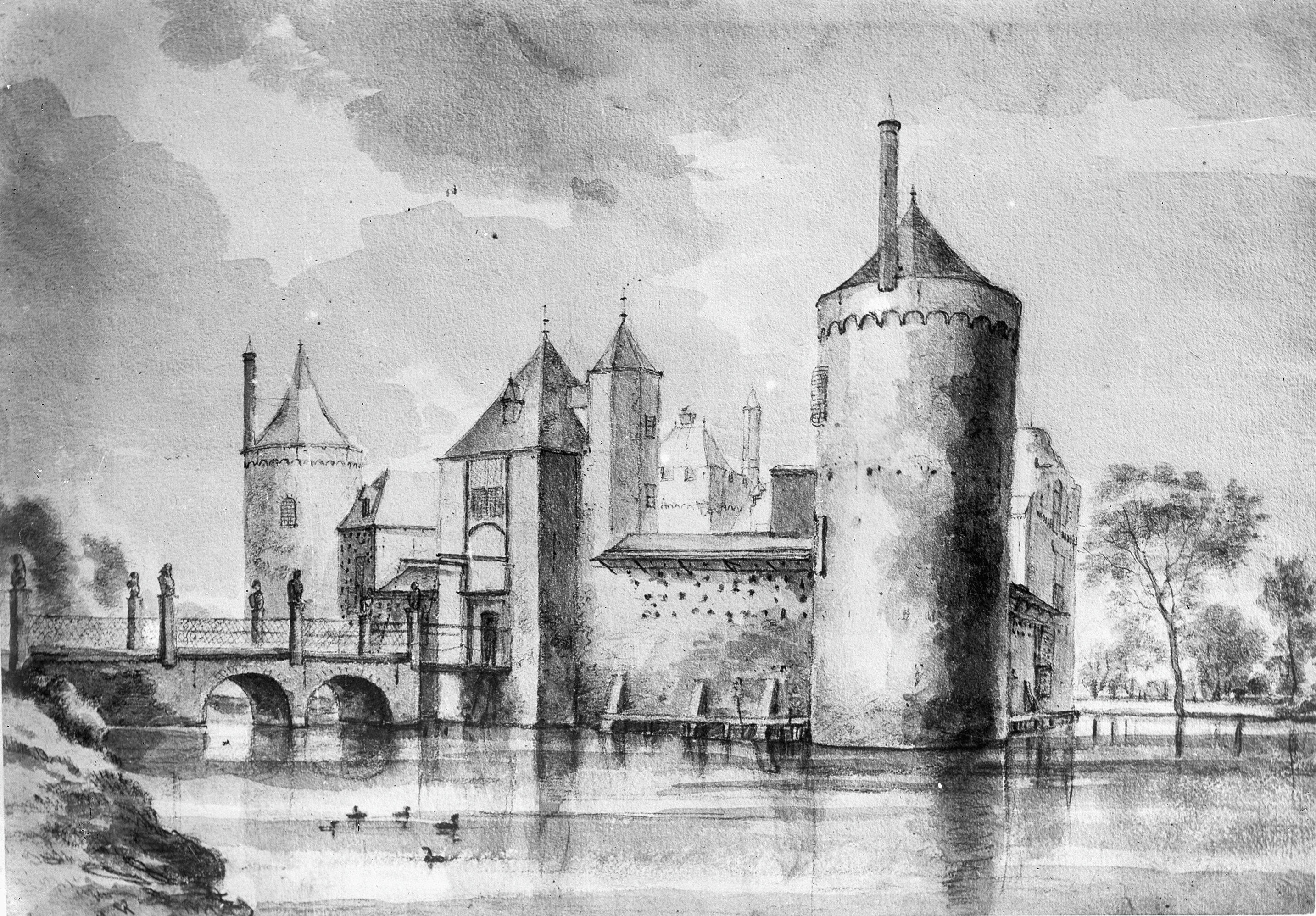
Kasteel Schagen

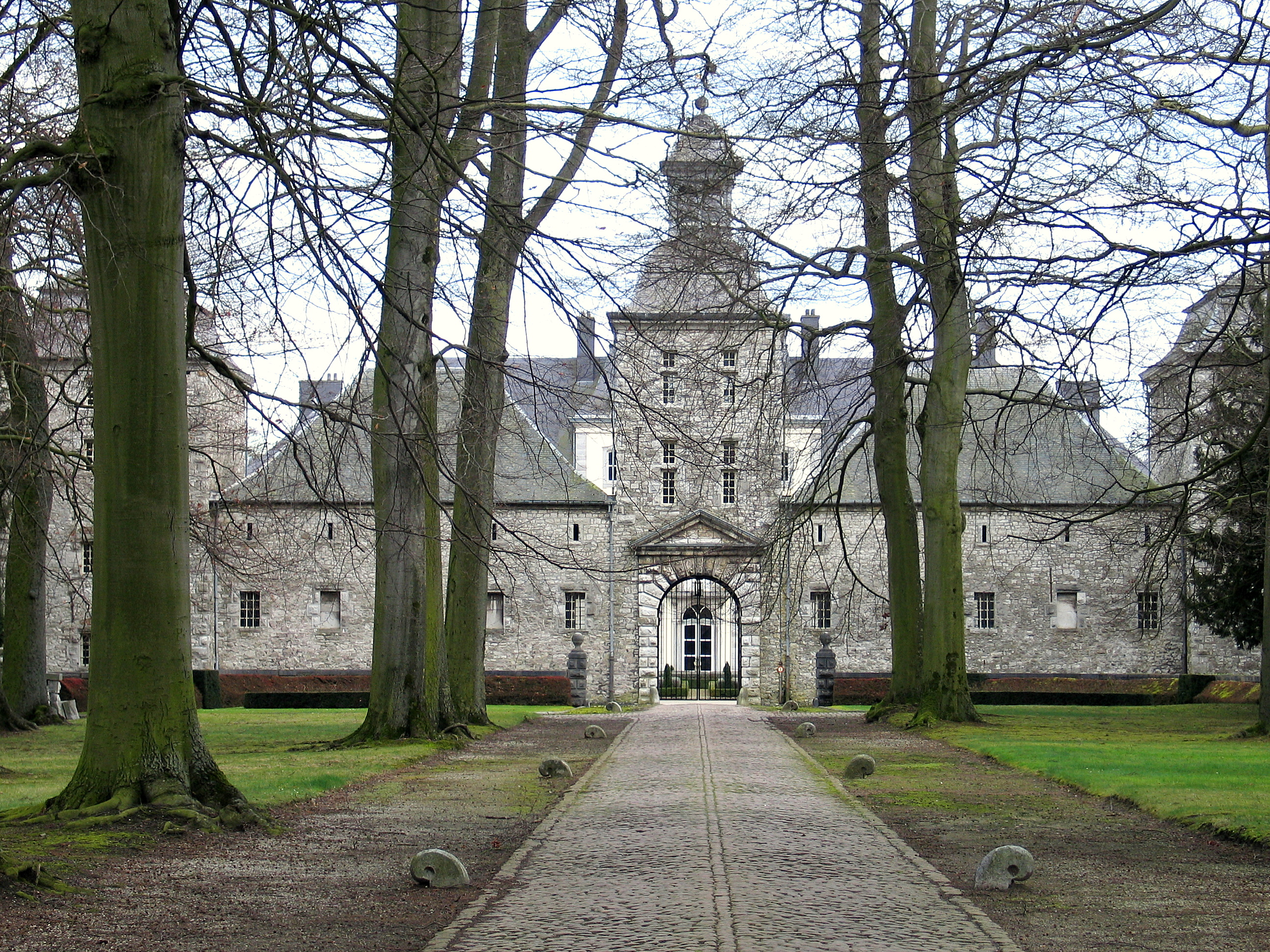
Kasteel Warfusée

Jean François Paul Emile d'Oultremont (Luik, 20 april 1679 — Warfusée, 22 november 1737) was een edelman uit het land van Luik. Hij was eigenaar van Oultremont en heer van Lamine en Chevetogne. Hij was de zoon van Jean-Baptiste d'Oultremont en Marie-Jacqueline de Berlaymont.

## Heerlijkheid Schagen, kasteel Steenenburgh en kasteel van Warfusée
Door zijn huwelijk kwam hij in het bezit van de heerlijkheid Schagen. Zijn schoonvader Floris had in 1676 de heerlijkheid verworven. Naast het kasteel Steenenburgh (dat men later d'Oultremont ging noemen) viel hem ook het kasteel van Warfusée toe. D'Oultremont, die eigenlijk in Brussel woonde, had een rentmeester op het kasteel Steenenburgh wonen. Het kasteel bleef eigendom van deze familie, ook na de afschaffing van het ancien régime.

## Huwelijk en kinderen
D'Oultremont trouwde te Drunen in 1707 met Maria Isabella van Beieren-Schagen, vrouwe van Schagen, Schagerkogge, Burghorn, Wognum en Warmond. Uit hun huwelijk zijn de volgende kinderen geboren:
- Jean-François-Georges d'Oultremont, gehuwd met Maria Jacoba Tjarck de Waltha. Zij hadden negen kinderen.
- Karel Nicolaas Alexander d'Oultremont graaf van Oultremont en prins-bisschop van Luik.
- Floris van Oultremont graaf van Oultremont en Warfusée en 13e heer van Schagen van 1734 tot en met 1762. Hij trouwde met Anna Louisa Florentia gravin de Lannoy de Clerveaux
  - Louis Aftien Emile d'Oultremont en Warfusé graaf van Oultremont en Warfusée en 14e heer van Schagen van 1763 tot en met 1782.
  - Théodore Henri Antoine d'Oultremont en Warfusé graaf van Oultremont en Warfusée en 15e heer van Schagen van 1782 tot en met 1784.